# أغدارا
مارتاکرت هي بلدة تقع في جمهورية ناغورني قره باغ.